# Aleochara erythroptera
Aleochara erythroptera är en skalbaggsart som beskrevs av Johann Ludwig Christian Gravenhorst 1806. Aleochara erythroptera ingår i släktet Aleochara, och familjen kortvingar. Arten har ej påträffats i Sverige.